# Nigel Kipling
 Der er for få eller ingen kildehenvisninger i denne artikel, hvilket er et problem. Du kan hjælpe ved at angive troværdige kilder til de påstande, som fremføres i artiklen.

Nigel Kipling er en fiktiv person i bogen The Devil Wears Prada og filmen af samme navn, hvor han spilles af Stanley Tucci. Karakteren er en arbejdsvillig homoseksuel mand, som arbejder på modemagasinet Runway.

## Karriere
Nigel arbejder som moderedaktør på Runway. Han bruger meget tid på sit arbejde og har intet privatliv, hvilket giver ham en forfremmelse. Han elsker imidlertid sit job og går også meget op i mode privat. 

## Biografi
Da Nigel var barn, boede han i Rhode Island med sine forældre og seks brødre. Han lod som om, at han gik til fodboldtræning mens han i virkeligheden gik til syning og læste desuden Runway under dynen, når han skulle forestille at sove.

## Personlighed
Nigel er venlig af sind og han hjælper derfor Andy med at klæde sig moderigtigt. Han er altid udmattet, da han arbejder 24 timer i døgnet og derved ødelægger sit privatliv.